# Margaret Chase Smith
Margaret Chase Smith (Skowhegan, 14 dicembre 1897 – Skowhegan, 29 maggio 1995) è stata una politica statunitense, senatrice repubblicana per lo stato del Maine. Fu la prima donna ad essere eletta sia alla Camera dei Rappresentanti che al Senato e la prima donna proveniente dal Maine a ricoprire queste cariche.
Nel 1989 fu insignita della Medaglia presidenziale della libertà dal Presidente George H. W. Bush e inoltre ricevette il massimo riconoscimento dallo United States Air Force, l'American Spirit Award, in quanto ritenuta patriota. Nel 2007 il Servizio Postale Statunitense ha emesso un francobollo da 58 centesimi in suo onore. Nel 1979, fu una delle protagoniste della raccolta di figurine collezionabili Supersisters, che aveva l'obiettivo di proporre modelli femminili di successo in campo politico, sportivo, sociale e culturale.